# Mercedes-Benz W108

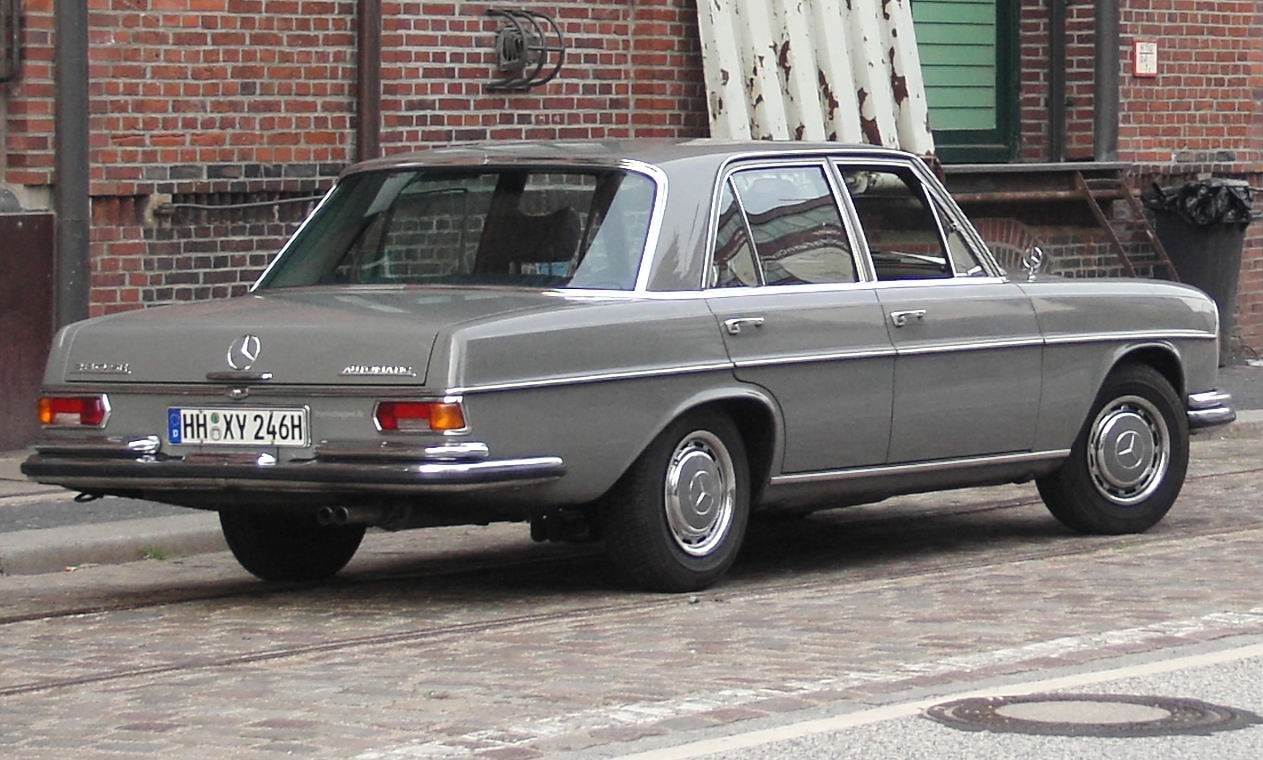
Mercedes-Benz 280 SE (W108)

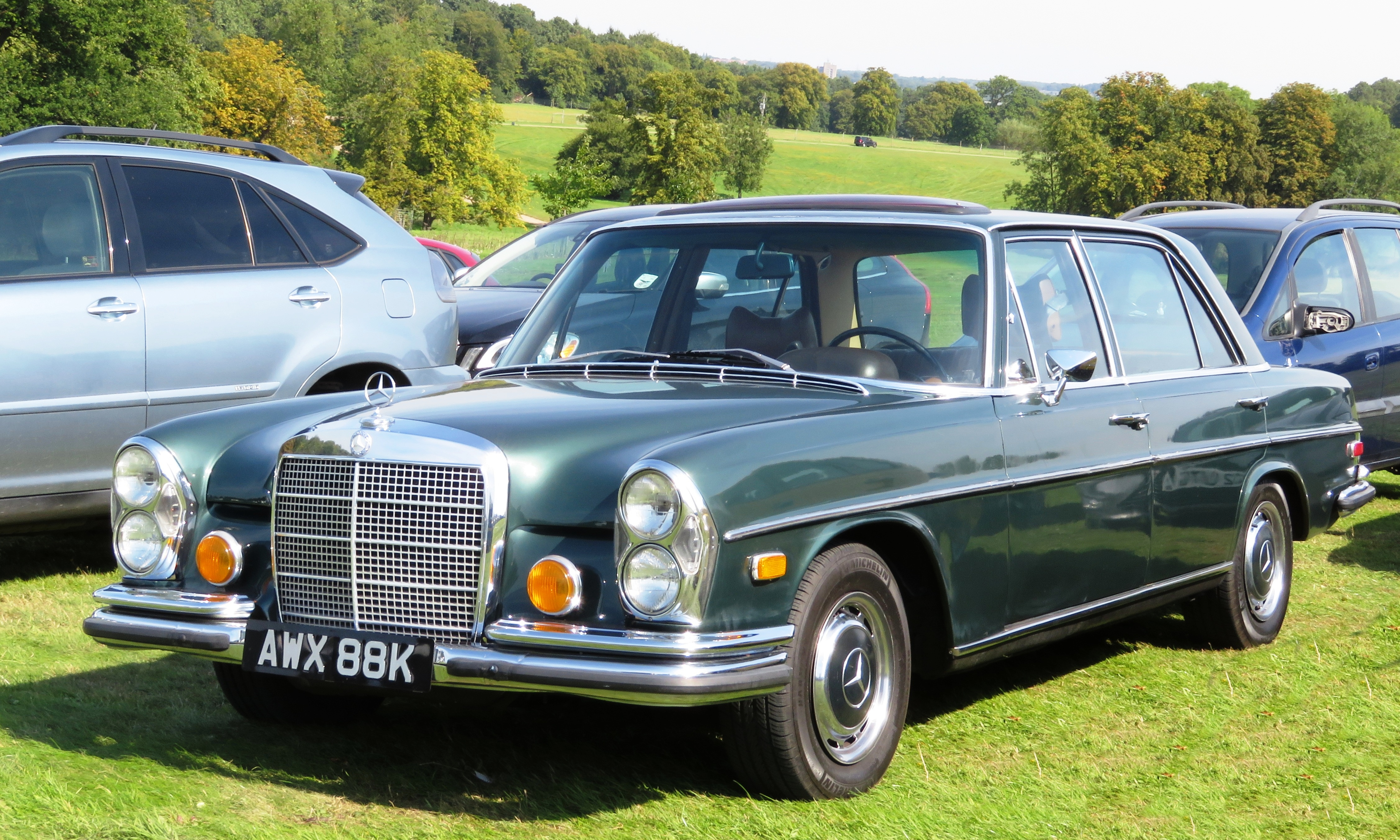
Mercedes-Benz 300 SEL 4.5 (W108) спереди

Mercedes Benz W108 — автомобиль в кузове седан марки Mercedes-Benz.

## История
Mercedes W108 является прародителем мерседесовского S-класса. Дебютировала серия W108 на автошоу во Франкфурте в 1965 году. Модель получилась довольно успешной и имела высокую популярность как в Германии, так и в других странах, включая Соединённые Штаты Америки и Японию.
Предшественники автомобиля седаны W111 (1959-68) и W112 (1961-65), имели характерные плавники которые вышли из моды к середине десятилетия, пока другие черты автомобиля - мотор, шасси адекватно отвечали своей эпохе. Поль Брак переработал внешний вид, убрав лишнюю бутафорию и наоборот придал максимально лаконичный и элегантный облик, который определит художественную школу марки не десятилетия вперед. 
Индексом W108 обозначались модификации, оборудованные обычными стальными пружинами. В то время как W109 относился к автомобилям с пневматической подвеской. Последние также подчеркивались более дорогой отделкой салона и полной хромированной окантовкой оконных рам на дверях. Первоначально W108 выпускались с колесной базой 2750 мм, в то время как W109 имели удлиненную базу на 100 мм, исключено в проем пассажирам заднего ряда. Однако с 1968 года стандартные W108 также стали выпускаться в исполнении с длинной базой. 
Хотя W111 и W112 считаются предшественниками W108 и W109, они заменили их частично. Двух-дверные купе и кабриолеты, выпускаемые с 1961 года, уже были без плавников и выпускались параллельно W108 и W109 до завершения 1971 г. включительно. Седан W111 также выпускался, но теперь вместо обособленной, 220-й серии в линейки, стал высшей комплектацией более низшей 230й серии W110 и W111 и производился до 1968г, параллельно 250м и 300м сериям W108 и W109. 

## Первый поток, 250 и 300 серии
Автомобиль поступил в продажу в августе 1965 из линейки трех моделей W108: 250S, 250SE и 300SE. 
Автомобили 250-й серии имели оснащались моторами М108 и М129, отличавшийся системой питания. Карбюраторное с двумя двухкамерными карбюраторами "Zenith 35/40 INAT", и системой механического впрыска топлива фирмы Bosch с шестипоршневым насосом. Оба мотора были дальнейшим развитием моделей М180 и М127, которые стояли на автомобилях W111 220S и 220SE (и в свою очередь были развитием мотора М180 первоначально появившегося на автомобилем W187 220 в 1951 году). Отличия были в увеличенном на 2 мм диаметру и на 6 мм ходу поршня (82 × 78,8 мм; 2496 см³). Карбюраторный М108.920 со степенью сжатия 9.0 вырабатывал 130 л.с. при 5400 об/м и 19.8 кгсм при 4000 об/м. Инжекторный 129.980 - имел б′ольшую компрессию (9.3, а с сентября 1966 - 9.5) и выдавал 150 л.с. при 5500 об/м и 22.0 кгсм при 4200 об/м. 
300я серия оснащалась мотором М189. Корни данного мотора также уходят в 1951 год, когда он впервые вышел на лимузине W186 300 «Adenauer». Но больше он прославился под капотами гоночных болидов W194 и спортивных автомобилей W198 300SL. В 1961 году мотор получит алюминиевый блок цилиндров, а в начале 1964 года, увеличится компрессия до 8.8 и механическая система впрыска обзаведется шестиплунжерным насосом. Именно в таком виде 189.989 предстанет на модели W108 300SE, выдавая 170 л.с. при 5400 об/м и 25,4 кгсм при 4000 об/м. 300SE стандартно шли с автоматической коробкой передач, но покупатель мог от нее отказаться в пользу обычной четырехступенчатой механики или в пользу спортивной пятиступенчатой МКПП ZF S 5-20. Многие опции 250-й серии, например гидроусилитель руля, были стандартными для 300SE. 
Производство W109 300SEL началось в марте 1966 года. Принципиальное отличие: пневматическая подвеска колес, что обеспечивало очень мягкую езду в зависимости от дорожных условий, а также удлиненная на 100 мм колесная база. Этим автомобили отличались от предшественника 300SE W112, который также выпускался с короткой и длинной колесной базой, но оба имели пневматическую подвеску. 
Автомобили были хорошо приняты публикой и получили положительные отзывы критиков.  За первые при года было выпущено 133282 единиц.  Производство 300-х завершилось в декабре 1967 года, инжекторной 280SE - в январе 1968, а карбюраторная 250S производилась до марта 1969 года. 

## Второй поток 280 серия и 6.3
При первоначальном успехе, эксплуатация вскоре выявило серьезный изъян у мотором 250-й серии. Будучи конструктивной эволюции мотора М180, они получили семь опор коленчатого вала, но сохранили асимметричное расположение осей цилиндров. Увеличенная расточка и более высокая скорость поршня из-за его удлиненного хода приводила к преждевременным трещинам в стенках, особенно при прогреве.  В течение 1967 года было переформатированы отливки и уже в январе 1968 года были представлены новые моторы М130 с удлиненным блоком цилиндров и равномерным расположением осей цилиндров. Пользуясь случаем, был вновь увеличен объем увеличением диаметра поршня до 86 мм ( 2778 см³) благодаря чему мощность карбюраторного 130.920 выросла до 140 л.с.при 5200 об/м а крутящий момент до 22,8 кгсм при 3600 об/м. Инжекторный 130.980 выдавал 160 л.с. при 5500 об/м и 24.5 кгсм при 4250 об/м. 
Выход моделей 280 и 280S совпал с дебютом нового поколения автомобилей среднего класса W114/W115 в качестве новой линейки 1968 года, или Штрих восемь (/8) как и прозвали. Вместе с ними Мерседес Бенц принялся разрабатывать новое поколение премиальных автомобилей, которые также будут оснащены новыми восьмицилиндровыми моторами. В рамках перевооружения промышленных мощностей, принимается решения завершить выпуск двигателей М189. Т.к. по параметрам новый мотор М130 не сильно уступал 189-му, принято два решения. Первое, чтобы оснастить W109 с пневмоподвеской новым мотором, и второй предложить покупателю автомобиль с длинной базой с обычной подвеской. Так появились модели W108 280SEL и W109 300SEL в январе и феврале 1968 года соответственно, имеющих одинаковый мотор, колесную базу, но разные системы подвески, и следовательно не только разные номера кузова, но и модельной серии.  По некоторым источникам, 280SEL получил такое обозначение только в сентябре 1969 года, а до этого именовался 280SE с длинной базой, а для 300SEL с М130 часто используется обозначение "300SEL 2.8". 
Пертурбация с модельными индексами будет не единственная, т.к. в декабре 1967 года линейку пополнит еще один автомобиль, который будет показан публике в марте 1968 на Женевском автосалоне.  В 1963/64 годах Мерседес выпустил Лимузин W100 600 "Грёссер" с восьмицилиндровым мотором W100 как новый представительский автомобиль-флагман. Однако ручная сборка, сложная конструкция и очень высокая цена создала избыток произведенных моторов, в силу необходимости поддерживать литейный процесс корпусных деталей, которые превышал реальные возможности сбыта. Еще в 1966 году инженер Эрик Ваксенбергер в частном порядке попытался переместить 100-й мотор в 109-й кузов. Руководство фирмы, первоначально озабоченные, что такая модель может подорвать престиж Грёссера, в лице растущего склада неликвидных моторов и общей тенденции в США дало добро на выпуск премиальной серии. Чтобы не трогать 600е, модель была "спрятана" в индексе 300SEL и только ответный шильд "6.3" на правой стороне указывал, что это необычный автомобиль. Мотор потребовал существенной доработки шасси, в т.ч. дополнительных резиновых буферов подвески, более широкопрофильных колес, тормозной системы. Но главное результат 250 л.с. и 51 кгсм при соотв. 4000 и 2800 об/м обеспечивали фантастический для тех лет разгон до 100 км/ч за 6.5 секунд и максимальную скорость в 220 км/ч. 

## Третий поток 3.5 и 4.5
Как уже выше писалось, после выхода автомобилей /8, Даймлер приступил к разработке нового поколения премиальной серии для замены оставшихся "бесплавниковых плавников" т.е. седанов W108 и W109 и двухдверных W111, которые также производились параллельно и получали вначале 129й мотор (250я серия) а потом 130-й (280я), результатом станут новые автомобили  W116 и R107/C107, будущий S-класс. 
Производство новых двигателей началось летом 1969 года. Первый автомобиль с мотором М116, объемом 3499 см³, мощностью 200 лс при 5800 об/м поступил в продажу в ноябре на базе W109. Как и в случае с 6.3, чтобы на этот раз не портить ассоциацию будущих автомобилей  W116 и R107/C107, объем был спрятан. Так появился уже четвертый по счету 300SEL, с уточняющим шильдом 3.5. По динамике автомобиль был скромнее 6.3, но при этом стоил дешевле. Полгода спустя, в январе 1970 выпуск шестицилиндрового 300SEL был завершен.   
По мере развертывания производственных мощностей новых двигателей, в июле 1970 года были представлены а в феврале 1971 года поступили в продажу автомобили на базе W108. Именования их последовало той же логике, что для W109 с моделями 280SE 3.5 и 280SEL 3.5. На этом фоне в апреле был завершен выпуск обычной 280SEL. 
Финальным аккордом стал мотором М117 объемом 4520 см³ в апреле 1971 года, который был одновременно установлен на все три возможных автомобиля, модели 280SE 4.5, 280SEL 4.5 и 300SEL 4.5. Данные модели производились исключительно на экспорт в США. 
Таким образом на момент завершения производства осенью 1972 года линейка стояла из W108: 280S, 280SE, 280SE 3.5 и 280SEL 3.5.;  W109: 300SEL 3.5 и 300SEL 6.3 для европейского рынка; а также упомянутые модели "4.5" для США. 